# 어린 앨버트 실험

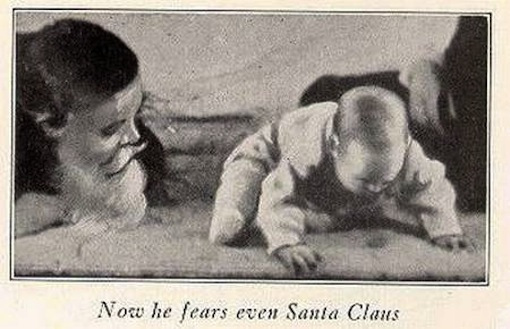
실험 사진

어린 앨버트 실험(Little Albert experiment)는 행동주의 심리학의 모태가 되었던 실험이다. 행동주의 심리학자 중 하나였던 존스 홉킨스 대학교의 존 B. 왓슨 교수에 의해 시작되었던 실험이다. 이반 파블로프의 실험이후 이뤄진 고전적 조건화의 대표적 실험으로, 사람을 대상으로 고전적 조건화를 유발했다고 주장한 최초의 실험이나, 색채나 질감에 대한 공포반응을 유발한 것은 아니었다.

## 실험 방법
1. 큰 소리 또는 깨지는 소리를 싫어하나, 동물은 무서워하지 않는 정서적으로 안정된 아이를 찾는다. 이 실험에는 9개월짜리 유아인 Albert가 동원되었다.
2. 처음에는 단순히 동물만을 보여준다. 당위적으로 동물을 무서워하지 않는다.
3. 이후 Albert에게 동물과 함께 아이가 무서워하는 소리를 제시한다.
4. 규칙적으로 소리와 동물을 같이 제시하다 보면 이후에는 소리없이 동물만을 제시하더라도 아이는 겁에 떨게 된다.

## 바탕이 되는 이론
이 실험의 바탕이 되었던 심리학이론은 고전적 조건화이다. 이반 파블로프의 개 실험으로 비롯된 이 고전적 조건화(classical conditioning)는 조건화되지 않은 자극과 반응, 조건화된 자극과 반응 이 4가지 요소로 구성이 된다. 조건화 되지 않은 자극과 조건화 될 자극이 함께 제시되면 조건화 되지 않았던 자극이 조건화되는 것을 고전적 조건화라고 한다.
이 실험의 경우에는 큰 소리가 조건화 되지 않은 자극이며 동물이 조건화 되는 자극이라고 할 수 있다.

## 문제점
이 실험은 본디 윤리적 문제를 심하게 띠고 있었다. 기본적으로 불안한 정서를 심어주었다는 점에서 큰 문제가 되었고 아이를 이용하였다는 점에서도 큰 문제가 되었다.